# Карпова, Вера Александровна
Ве́ра Алекса́ндровна Ка́рпова (6 февраля 1933, Ленинград — 27 ноября 2024) — советская и российская актриса театра и кино, народная артистка РСФСР (1986).

## Биография

### Детство
Родилась 6 февраля 1933 года в Ленинграде в Ахматовском доме; в доме проживала Анна Ахматова, к которой юная Вера прибегала «за стишками к празднику». С началом войны, отправив детей в эвакуацию, мама актрисы осталась в блокадном Ленинграде, в бывшей шереметевской усадьбе, став ее комендантом.
Училась в женской школе № 216 на Фонтанке. В школе посещала театральный кружок, который вела Мария Петрова.
Во Дворец пионеров, располагавшийся напротив, ходила на кружки: ботанический, кружок фотографии, железнодорожный, кружок фигурного катания, стрелковый кружок (где добилась успехов в виде III разряда), а также драматический. Сергей Юрский, Михаил Козаков, Татьяна Доронина и Вера Карпова — выпускники одного и того же драмкружка во Дворце пионеров на Фонтанке.

### Юность
В 1951 году после окончания школы поступила в Ленинградский юридический институт им. М. И. Калинина, но, проучившись один курс, покинула его, решив стать актрисой. В Ленинградский театральный институт не поступила, поэтому отправилась в Москву: там из четырёх вузов, в которые подавала документы, была принята сразу в три. Карпова выбрала Училище имени Бориса Щукина (курс В. К. Львовой и В. И. Москвина). В 1956 году Карпова и её «звездный курс»: Нина Дорошина, Инна Ульянова, Александр Ширвиндт, Лев Борисов и другие — окончили вуз.

### Акимов
На показе одного из дипломных спектаклей оказался Николай Акимов, который пригласил молодых однокурсниц Веру Карпову и Инну Ульянову к себе в Ленинградский театр комедии. Первая же роль Карповой — Бетти в известнейшем спектакле Г. М. Козинцева «Опасный поворот» — принесла ей успех. Ролями режиссёр Акимов юную актрису не обходил: Маруся в «Повести о молодых супругах», Аннунциата в «Тени» Е. Шварца; Она в «Рассказе одной девушки» А. Тверского, Оливия в «Двенадцатой ночи» У. Шекспира, Лида в «Свадьбе Кречинского» А. Сухово-Кобылина — лучшие и главные роли в пьесах классического и современного репертуара.

Акимов был непредсказуем. Дважды два у него никогда не превращалось в четыре — то пять, то семь. Недостающие единицы, которые возникали неизвестно откуда, это и был Акимов. <…> Акимовские артисты — просто играть бытовую историю мы не могли, нам обязательно нужна была неправильная арифметика.
— О работе с Н. П. (так приватно назвали Акимова) Вера Александровна

### После Акимова

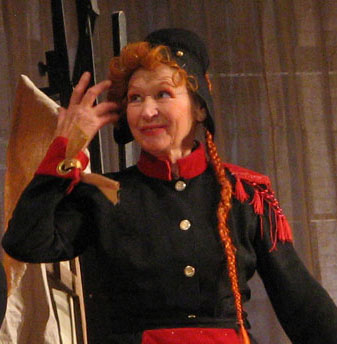
Вера Карпова в спектакле «Мужчины в её жизни», 2005 г.

После смерти Акимова в театре Комедии многое изменилось, но Карпова сыграла интереснейшие роли в спектаклях Вадима Голикова, Петра Фоменко, Романа Виктюка и Юрия Аксёнова. В 1963 г. со Львом Лемке Карпова создала небольшой спектакль по «Денискиным рассказам» Виктора Драгунского — «Рассказы взрослым о детях». И в том же году оба стали лауреатами Всероссийского конкурса артистов эстрады.
Вера Карпова и в наше время выходила на сцену: нынешний художественный руководитель Театра Татьяна Казакова давала актрисе возможность продемонстрировать свой талант и незаурядную актёрскую индивидуальность. Два спектакля (до 2005 г. — три. Спектакль «Мужчины в её жизни» сняли с репертуара относительно недавно.): «Ретро» А. Галина и «Не всё коту масленица» А. Островского — регулярно собирали полные залы.

### Работа на радио
В течение многих лет, с самого возвращения в Ленинград, работала на Ленинградском радио (теперь — оно носит название «Радио Россия — Петербург»). В 90-е Вера Александровна вела передачу «Бибишка — славный дружок».

### Работа в кино
Работа в кино складывалась по-разному. В начале карьеры Карпову регулярно звали на съёмки, но из-за невозможности отменить спектакли и репетиции в театре, приходилось много отказываться. Тем не менее появились запоминающиеся работы в «Неподдающихся» Ю. Чулюкина, «Шофёре поневоле» Н. Кошеверовой и «Осечке» В. Макарова.

### Смерть
Умерла 27 ноября 2024 года в возрасте 91 года.

## Творчество

### Роли в театре

#### Роли в спектаклях
- 1956 — «Опасный поворот» Дж. Пристли — Бэтти
- 1957 — «Повесть о молодых супругах» Е. Л. Шварца — Маруся
- 1957 — «Кресло № 16» Д. Б. Угрюмова — Дуся
- 1958 — «Мы тоже не ангелы» К. Фехер — Дюри
- 1958 — «Ревизор» Н. Гоголь — Марья Антоновна
- 1959 — «Рассказ одной девушки» А. Тверской — Она
- 1959 — «Пёстрые рассказы» А. Чехов — Ниночка
- 1960 — «Тень» Е. Шварца — Аннунциата
- 1961 — «Молодое дарование» П. Барийе и Ж.-П. Греди — Доминика
- 1962 — «Физики» Ф. Дюрренматт — Моника
- 1962 — «Лев Гурыч Синичкин» Д. Ленский, А. Бонди — Лиза
- 1963 — «После двенадцати» Б. Рацер и В. Константинов — Таня
- 1964 — «Двенадцатая ночь» У. Шекспир — Оливия
- 1966 — «Свадьба Кречинского» А. Сухово-Кобылин — Лида
- 1964 — «Звонок в пустую квартиру» Д. Б. Угрюмова — Ксана
- 1967 — «Ничего не случилось» М. Гиндин и Г. Рябкин — Варя
- 1969 — «Дождь — хорошая погода» М. Шатерникова — Нина Ивановна
- 1970 — «Село Степанчиково и его обитатели» Ф. Достоевский — Татьяна Ивановна
- 1972 — «Тележка с яблоками» Б. Шоу — Королева
- 1973 — «Троянской войны не будет» Ж. Жироду — Кассандра
- 1973 — «Пёстрые рассказы» А. Чехов — Ниночка
- 1976 — «Характеры» В. Шукшин — Поля Тепляшина
- 1979 — «Добро, ладно, хорошо» В. Белов — Акимовна
- 1980 — «Тёркин-Тёркин» А. Твардовский — Смерть
- 1983 — «Льстец» К. Гольдони — Донна Аскария
- 1983 — «Мельница счастья» В. Мережко — Бабка Щепка
- 1984 — «Синее небо, а в нём облака» В. Арро — Ася
- 1984 — «Родненькие мои» А. Смирнов — Свекровь
- 1985 — «День победы среди войны» И. Гаручава, П. Хотяновский — Поэт
- 1985 — «Расследование» С. Лобозёров — Бабка Феня
- 1986 — «Всё о Еве» М. Орр, Р. Дэнхем — Карэн
- 1989 — «Биография» М. Фриш — Госпожа Хубалек

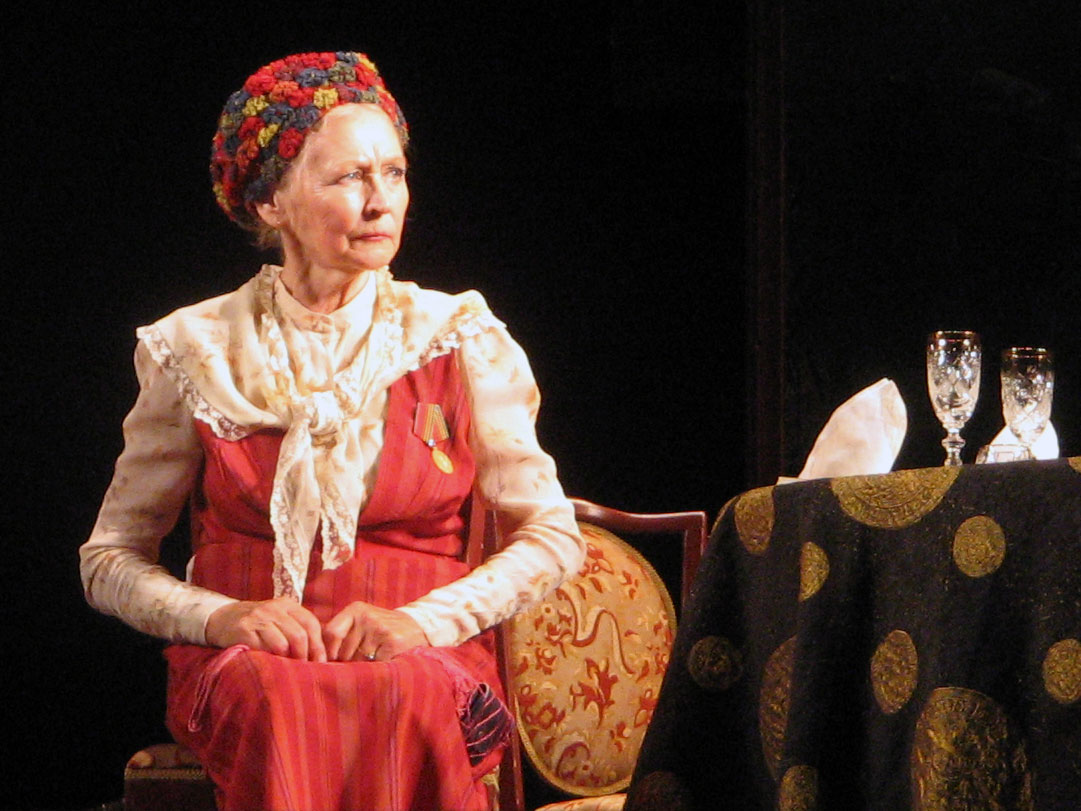
Вера Карпова на сцене, 2006 г.

- 1993 — «Тартарен из Тараскона» А. Доде — Эмма
- 1996 — «Мужчины в её жизни» С. Берман — Минни
- 1999 — «Не всё коту масленица» А. Островский — Феона
- 2001 — «Дороги любви» С. Йоте — Нанна
- 2004 — «Ретро» А. Галин — Нина Ивановна
- 2021 — «Баба Шанель» Н. Коляда — Нина Андреевна

#### Роли в других театрах
- 2001 — «На кабельных работах осенью 69 года» / «Москва — Петушки», по одноимённой поэме В.Ерофеева (реж. Георгий (Юрий) Васильев, 2-я редакция[5]) — «Белый театр» / «Приют Комедианта»

### Фильмография
- 1954 — Аттестат зрелости — Ёлочка
- 1955 — Сын — школьница
- 1956 — Человек родился —  медсестра
- 1957 — Улица полна неожиданностей — Лиза
- 1958 — Шофёр поневоле — Зоя
- 1959 — Неподдающиеся — Роза Каткова
- 1959 — Люди голубых рек — Катя, медсестра
- 1960 — Осторожно, бабушка! — эпизод
- 1961 — Пёстрые рассказы — Ниночка
- 1964 — Весенние хлопоты — секретарша
- 1976 — Двадцать дней без войны — мачеха главной героини
- 1993 — Осечка — жена А. А. Когана, члена ЦК Бунд
- 1994 — Последнее дело Варёного — Евгения Ивановна
- 1999 — Улицы разбитых фонарей. Новые приключения Ментов: Честное пионерское — Барышева Дарья Семёновна
- 2000 — Луной был полон сад — школьная учительница
- 2003 — Бедный, бедный Павел — баронесса Ливен
- 2003 — Ушла — старая актриса
- 2006 — Улицы разбитых фонарей. Новые приключения Ментов: Источник информации — Репина
- 2006 — Улицы разбитых фонарей. Новые приключения Ментов: Вторая степень секретности — Репина
- 2006 — Опера. Хроники убойного отдела: «Воспитатель» — француженка из туристской группы
- 2006 — Мечта («Двое с лицами малолетних преступников») — старая актриса
- 2007 — Преступление и наказание — старуха-процентщица
- 2010 — Лиговка (телесериал) — Аглая, сестра Веры
- 2010 — Военная разведка. Западный фронт (фильм 4-й «Казимир») — Юстына
- 2015 — Своя чужая (14-я серия «Рикошет») — Надежда Александровна Голубева
- 2015 — Норвег — старушка в парадной
- 2021 — Воскресенский — Марфа Демидова

## Награды и признание
- Заслуженная артистка РСФСР (1967)
- Народная артистка РСФСР (1986)
- Орден «За заслуги в культуре и искусстве» (24 мая 2023 года) — за вклад в развитие отечественной культуры и искусства, многолетнюю плодотворную деятельность[6]
- Орден Почёта (29 октября 2004 года) — ха заслуги в области театрального искусства и многолетнюю плодотворную работу[7]
- Орден Дружбы (25 октября 2009 года) — за большой вклад в развитие отечественного театрального искусства и многолетнюю плодотворную деятельность[8]
- Специальная премия «Золотая маска» «За выдающийся вклад в развитие театрального искусства» (2019)[9].
- Лауреат Всероссийского конкурса артистов эстрады (за спектакль «Рассказы взрослым о детях», реж.: Л. Лемке) в 1963 году
- Премия кинофестиваля «Созвездие» в номинации «Лучшая эпизодическая роль» (за роль в фильме В. Мельникова «Луной был полон сад») в 2000 г.
- Высшая театральная премия Петербурга «Золотой софит» в номинации «Лучшая женская роль» (за работу в спектакле «Ретро», реж.: В. Туманов)